# Norvégiens de Kola
Les Norvégiens de Kola (norvégien : Kolanordmenn, russe : Кольские норвежцы) sont des migrants norvégiens qui se sont installés le long de la côte de la péninsule de Kola, en Russie.
En 1860, le tsar Alexandre II a approuvé l'installation de Norvégiens dans le Kola. Aux alentours de 1870, des familles du Finnmark (nord de la Norvège) ont migré vers la côte du Kola, attirés par les possibilités de pêche et de commerce. Les autorités russes leur ont accordé des privilèges dans le commerce avec la Norvège.
La plupart se sont installés dans la ville de Tsypnavolok, tout à l'Est de la Péninsule de Rybachiy, et d'autres à Vaydaguba au nord de cette même péninsule. Une société vivante a vu le jour, toujours en contact avec la Norvège et particulièrement avec la ville de Vardø. Certains colons sont retournés en Norvège peu après la Révolution russe de 1917, mais la plupart sont restés à Tsyp-Navolok. On estime à 1 000 le nombre de Norvégiens vivant alors dans la Péninsule de Kola. 
En 1930, les pêcheurs étaient réunis dans un kolkhoze « Poljarnaja Zvezda » (norvégien : Polarstjernen ; Polaris). En 1936, la persécution par les autorités soviétiques sous Joseph Staline a touché durement cette communauté. Au moins 15 d'entre eux ont été fusillés après des procès sommaires, ou sont morts de faim dans un goulag. Il est avéré que certains ont été dénoncés, condamnés et exécutés pour avoir parlé en norvégien.
Le 23 juin 1940, Lavrenty Beria du NKVD a ordonné que l'Oblast de Mourmansk, qui comprend toute la Péninsule de Kola, soit débarrassée de tous les étrangers. Ainsi toute la population norvégienne a été déportée vers la République socialiste soviétique carélo-finnoise. Ils durent bientôt quitter cette région également à cause de la menace d'invasion finlandaise de l'Union soviétique en 1941. Au printemps 1942, une grande partie de la population a péri de famine et de malnutrition.
Malgré le fait que nombreux d'entre eux ont servi dans l'Armée rouge, ils n'avaient pas le droit de rentrer dans le Kola après la fin de la Seconde Guerre mondiale. Beaucoup d'enfants ont été élevés sans l'apprentissage du norvégien.
Après 1990, quelques descendants des premiers migrants ont commencé à faire valoir leurs origines familiales, bien que seulement un petit nombre a su maintenir de faibles connaissances dans le dialecte Vardø de la langue norvégienne. Certains ont désormais migré en Norvège. Il y a des dérogations spéciales dans les lois norvégiennes sur l'immigration pour faciliter le processus, bien que cela reste moins facile que le « droit du retour » connu dans d'autres pays. Pour obtenir le droit de migrer en Norvège, un citoyen étranger doit montrer des liens suffisants avec le pays, comme avoir deux grands-parents ou plus nés en Norvège. Pour ce qui est d'obtenir la nationalité, elle n'est donnée qu'à condition de renoncer à son ancienne nationalité. En 2004, environ 200 Norvégiens de Kola étaient installés en Norvège.